# João Braz de Aviz
João Braz de Aviz (nascut el 24 d'abril de 1947) és el prefecte de la Congregació per als Instituts de Vida Consagrada i Societats de Vida Apostòlica d'ençà el seu nomenament pel Papa Benet XVI el 4 de gener de 2011.

## Biografia
Braz de Aviz va ser ordenat prevere el 26 de novembre de 1972. Començà el seu ministeri com a capellà de parròquia a la diòcesi d'Apucarana com a rector del Seminari Majo d'Apucarana i Londrina, i com a professor de teologia dogmàtica a l'Institut Teològic Pau VI a Londrina. També va ser membre del Consell de Preveres i del Col·legi de Consultors i Coordinador General de la pastoral d'Apucarana. Com a jove sacerdot Braz de Aviz anava a dir Missa quan es va trobar amb un robatori a mà armada contra un cotxe blindat. Va quedar enmig d'un foc creuat, amb bales que li perforaren els ronyons i els intestins i un ull. Va sobreviure i va poder salvar l'ull, tot i que encara té fragments de les bales al seu cos.

### Episcopat
El 6 d'abril de 1994 va ser nomenat bisbe titular de Flenucleta i bisbe auxiliar de Vitória i rebé la consagració episcopal el 31 de maig d'aquell any. Va ser traslladat com a ordinari de la Ponta Grossa el 12 d'agost de 1998 pel Papa Joan Pau II. Va ser promogut a arquebisbe de Maringá el 17 de juliol de 2002, on serví fins que va ser nomenat arquebisbe de Brasília el 28 de gener de 2004. Al maig de 2010 organitzà el XVI Congrés Eucarístic Nacional, coincidint amb el 50è aniversari de la fundació de la ciutat.
El 4 de gener de 2011, Braz de Aviz, tot i que no era membre de cap orde, va ser nomenat Prefecte de la Congregació per als Instituts de Vida Consagrada i Societats de Vida Apostòlica. És el quart brasiler que encapçala un dicasteri vaticà.
Al febrer del 2011, Braz de Aviz afirmà que gairebé abandonà el seminari i l'Església Catòlica a casa dels excessos ideològics que emergiren en els primers anys de la teologia de l'alliberament. Va dir en una entrevista que «Personalment, vaig viure amb molta angoixa aquells anys del naixement de la teologia de l'alliberament». Va dir que apreciava que la teologia de l'alliberament promovia l'opció preferencial pels pobres, que representen «la preocupació sincera i responsable de l'Església pel vast fenomen de l'exclusió social». Va dir que els homes i dones consagrats necessiten explorar més profundament el misteri de Déu per enfortir les seves relacions amb els altres.
El juliol del 2011, es referí al trencament de confiança entre el Vaticà i diversos ordes religiosos a causa de "certes posicions preses prèviament", referint-se al seu predecessor, cardenal Franc Rode, qui decried una crisi després del Concili Vaticà II que creia que havia fomentat excessivament els corrents alliberadors en algunes comunitats de religiosos. Braz afirmà que reconeixia que hi havia problemes, però que el seu objectiu principal era "reconstruir la confiança" aproximant posicions "sense condemnes prèvies" i "escoltant les preocupacions dels pobles".
El 6 de gener de 2012 el Vaticà anuncià que Braz de Aviz seria creat cardenal al consistori del 18 de febrer. Va ser creat cardenal diaca de Sant'Elena fuori Porta Prenestina. El 21 d'abril de 2012 va ser nomenat membre de la Congregació per al Clergat i de la Congregació per a l'Educació Catòlica. A la primavera del 2013, en el moment del conclave que elegí el Papa Francesc, el seu nom va ser citat com un possible candidat per a l'elecció al Papat. El 16 de desembre del 2013 va ser nomenat membre de la Congregació per als Bisbes pel Papa Francesc.